# 滝頭山 (愛知県)
滝頭山（たきがしらやま）は、愛知県田原市にある山である。

## 概要
渥美半島の中央部に位置し、標高は258m。地質学上は赤石山脈の支脈の南端となる。
近くには蔵王山と衣笠山があり、南側に藤尾山がある。山頂近くには「恐竜の背」と呼ばれる奇岩があり、ここからは眼下に滝頭上池・下池が見える。
山麓には滝頭不動があり、その奥に不動滝がある。またサクラ並木で有名な、滝頭公園がある。

## 写真集

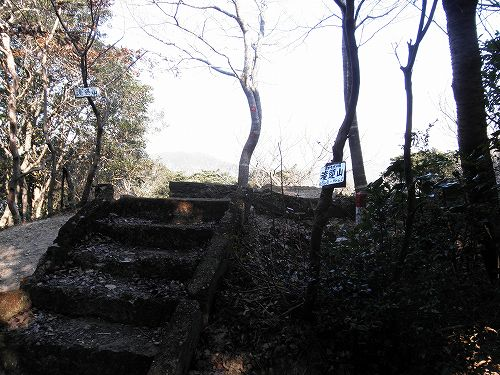
滝頭山の山頂
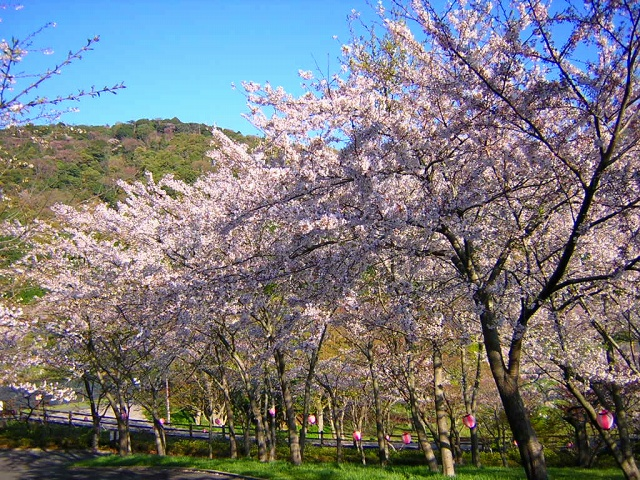
滝頭公園の桜並木
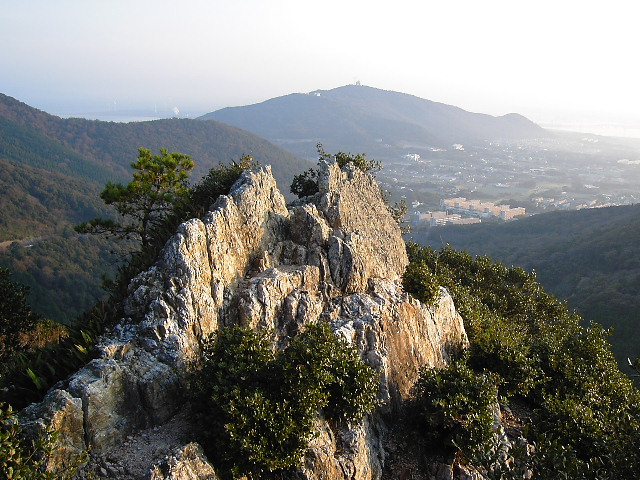
馬の背岩からの展望
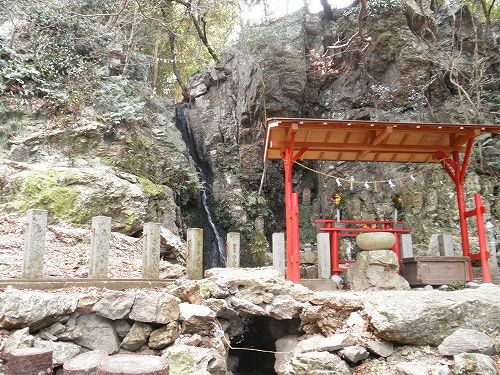
不動滝